# Quedenfeldtia trachyblepharus
Espèce
Synonymes
- Gymnodactylus trachyblepharus Boettger, 1874

Statut de conservation UICN

 NT  : Quasi menacé
Quedenfeldtia trachyblepharus est une espèce de geckos de la famille des Sphaerodactylidae.

## Répartition
Cette espèce est endémique du haut Atlas du Maroc. Elle se rencontre entre 1 200 et 4 000 m d'altitude dans le massif de l'Atlas.

## Description

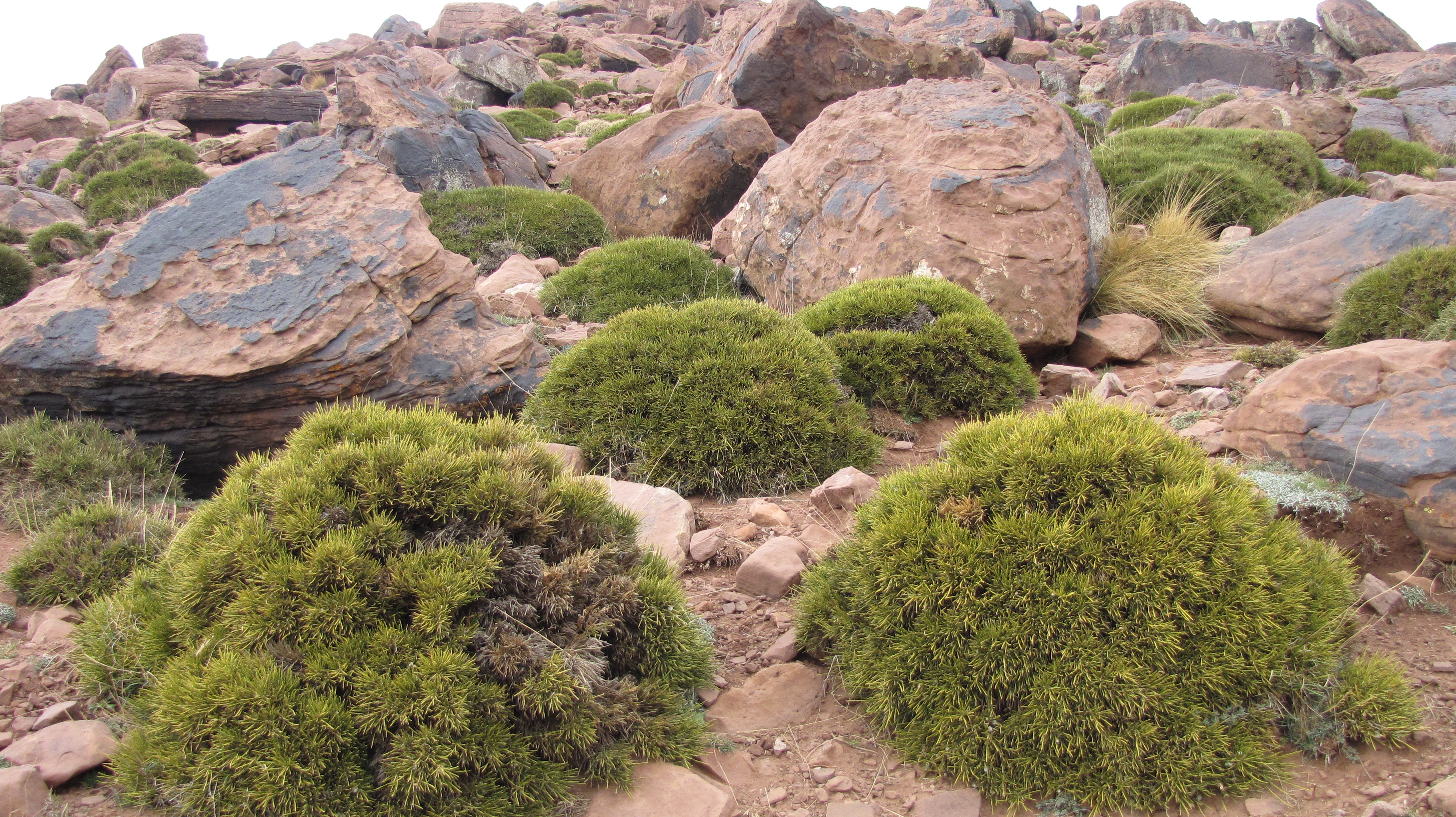
Quedenfeldtia trachyblepharus dans le haut Atlas Marocain

Ce gecko relativement petit est diurne. Les doigts sont larges à l'extrémité. Comme chez les autres geckos diurnes, la pupille est ronde.

Ce gecko est de couleur gris, brun et noir, avec divers dégradés.

## Publication originale
- Boettger, 1874 "1873" : Reptilien von Marocco und von den canarischen Inseln. Abhandlungen der Senckenbergischen Naturforschenden Gesellschaft, vol. 9, p. 121-191 (texte intégral).